# مهر أباد قدس (بجستان)
مهر أباد قدس (بالفارسية: مهرآباد قدس) هي قرية تقع في إيران في قسم بجستان الريفي.